# 伏拉夫
伏拉夫（フラフ、ヴラジスラフ・ユーリエヴィチ・ココレフスキー、ロシア語: Владислав Юрьевич Коколевский, tr. Vladislav  Yuryevich Kokolevskiy、1995年6月26日 - ）とは中国語の簡体字で伏拉夫、ロシアのアムール州ブラゴベシチェンスク出身で、中国大陸ではショートビデオブロガー、インターネットセレブ(日本ではYoutuberに該当)として活躍している。

## 生誕
2012年に高校を卒業後、北京語言大学に留学し、現在は中国浙江省杭州市に在住。
伏拉夫のTikTokアカウントは、彼が様々な鍋を試している動画を掲載し、「私は中国を愛している」、「私たちの中国は本当にすごい国だ」、「すごい中国! 」「私はずっとファーウェイの携帯電話を使っていて、それは第3世代です」（他のビデオによると、伏拉夫が使っている携帯電話は、iPhone Xs Max、現在はiphone11proまたは12pro）となっています。
彼の動画「私は本当に中国人になりたい」には300万の「いいね！」がついた。

## 家族
現在の妻は、25歳年上の韓国系オーストラリア人のリラ。

## 批評
中国反体制派の中国人風刺漫画家である王立銘は、メンツ重視は中国の伝統文化であり、中国人は褒め言葉が好きで、特に外国人の中国賛美はもっと好きなので、それに乗っかている欧米人は多く中国人から称賛されるという。

## 外部lリンク
- 伏拉夫 - 新浪微博（簡体字中国語）